# پتر فان پتخم
پتر فان پتخم (انگلیسی: Peter Van Petegem؛ زادهٔ ۱۸ ژانویهٔ ۱۹۷۰) دوچرخه‌سوار اهل بلژیک است.
وی در مسابقات کشوری و بین‌المللی در مجموع برندهٔ ۱ مدال نقره، ۱ مدال برنز شده‌است.